# El Poderoso Victoria
El Poderoso Victoria es una película mexicana que se estrenó durante el Festival Internacional de Cine en Guadalajara, escrita y producida por Raúl Ramón, protagonizada por Damián Alcázar, Gerardo Oñate, Joaquín Cosío, Roberto Sosa, Edgar Vivar, Lorena de la Torre y Luis Felipe Tovar.

## Argumento
La película relata la historia del pueblo de La Esperanza en el año de 1936, el cual recibe la noticia del cierre de su principal actividad económica que es la minería, y junto con el cierre de la mina, la cancelación de la ruta del ferrocarril. El joven estudiante de maquinista y mecánico del pueblo tendrá qué elegir entre cruzar hacia Estados Unidos y renunciar al amor de su vida o quedarse y ayudar a un grupo de pobladores que planean construir su propio tren para mantener vigente la ruta.

## Reparto
- Damián Alcázar - Don Federico
- Gerardo Oñate - Duran
- Lorena de la Torre - Victoria
- Edgar Vivar - Don Edgar
- Eduardo España - Telegrafista
- Luis Felipe Tovar - El Tuerto
- Said Sandoval - El Cheque
- Rogeiro Martín del Campo - El Sinaloa
- Alberto Trujillo - El Burro
- Joaquin Cosio - Jacinto
- Javier Zaragoza
- Adal Ramones - Raúl Martínez
- Daniel Martínez - Lic. Daniel
- Ana Monterrubio - Fabiola
- Iñaki Ramón - Antonio
- Cornelio Garcia ( De kiosko en Kiosko) - Don Lupe

## Producción
Comenzó su rodaje el jueves 9 de mayo en las locaciones de Mapimí y el Puente de Ojuela en el estado de Durango. Grabada en locaciones de Jalisco, específicamente en Zacoalco de Torres y en la ciudad de Guanajuato, Guanajuato.

## Estreno
La cinta se estrenó durante el Festival de Cine Internacional de Guadalajara durante el 2021 siendo ganadora del Premio del Público, sin embargo a las salas de cine llegó hasta el 24 de noviembre de 2022.

## Premios
| Categoría          | Nominado             | Resultado |
| ------------------ | -------------------- | --------- |
| Premio del Público | El Poderoso Victoria | Ganador   |